# Pontobopyrus abyssorum
Pontobopyrus abyssorum är en kräftdjursart som beskrevs av Clements Robert Markham 1979. Pontobopyrus abyssorum ingår i släktet Pontobopyrus och familjen Bopyridae. Inga underarter finns listade i Catalogue of Life.